# Église Sainte-Marie de New Trier
L'église Sainte-Marie (St. Mary's Church) est une église catholique historique de New Trier aux États-Unis dans le Minnesota. Elle est inscrite depuis 1980 au Registre national des lieux historiques par le ministère de l'Intérieur des États-Unis.

## Historique
La présence catholique dans cette région commence officiellement après les traités de 1851, où des pionniers essentiellement venus du sud et de l'ouest de l'Allemagne commencent à s'installer. New Trier signifie d'ailleurs La Nouvelle-Trèves, en anglais. Les pionniers obtiennent un prêtre, le père Georg Keller, osb, grâce à l'initiative de Johann Fuchs qui reçoit la permission de l'évêque Mgr Joseph Crétin, mais il ne demeure pas dans la colonie à temps complet. Il arrive à temps complet en mai 1856, date de la fondation de la paroisse. La première messe dont on ait gardé la mémoire avait eu lieu un an auparavant dans la maison d'un pionnier. Le père Keller réunit des fonds pour faire bâtir la première église (dans le village de Hampton), modeste édifice de rondins qui sera plus tard détruit par le feu.
Plus tard, une église pouvant contenir deux cents fidèles est construite près de l'emplacement de l'église actuelle. La première pierre est posée le jour de l'Ascension 1864 et elle est consacrée quelques mois plus tard à la Vierge Marie (Maria-Schutz-Kirche, en allemand, comme on peut le lire sur la première pierre conservée dans l'église actuelle). L'église s'avère trop petite à la fin du siècle et les paroissiens en font construire une nouvelle en 1909 en style Beaux-Arts, c'est-à-dire un mélange de néobaroque et d'éléments néoclassiques selon les plans de Paul Ries de Saint Paul. Son pignon baroque rappelle les églises du sud de l'Allemagne, ainsi que la petite niche à fronton néoclassique au-dessus du portail, dans laquelle se trouve une statue de la Vierge datant de 1862 et venant de l'ancienne église. Les autels latéraux avec des ornements de bois doré à la feuille sont remarquables.
L'église a été restaurée en 1956, dans les années 1980-1989 et les vitraux nettoyés en 2006.